# Кочергин, Сергей Михайлович
Серге́й Миха́йлович Кочергин (1912—1965) — советский химик, доктор химических наук, профессор. Электрохимик, заслуженный деятель науки и техники Татарской АССР (1961).

## Биография
В 1935 г. окончил Казанский химико-технологический институт.
Работал на Ногинском заводе «Грампластинка» (Московская обл.)
В 1936 −1937 гг. командирован на стажировку в США, где изучал следующие вопросы:
- современное оборудование гальвано-технических предприятий США
- современные промышленные электролиты
- электролиты будущего
- характерные особенности гальвано-технической промышленности США[1]

В 1938—1941 г. — аспирант и сотрудник кафедры технологии электрохимических производств Московского химико-технологического института им. Д. И. Менделеева.
Участник Великой Отечественной войны. Служил в должности начальника полевой химической лаборатории 18 Отдельной Гвардейской роты химической защиты.
С 1945 г — работал Казанском химико-технологическом институте:
- 1946-53 — декан технологического факультета,
- 1953-65 -заведующий кафедрой физической химии
- 1957-61 — проректор по науч. работе.

## Научная деятельность
Труды по исследованию структуры и текстуры электроосаждённых металлов и сплавов. Разработал методологию изучения структур, впервые дал классификацию различных типов текстур, выявил влияние условий электролиза и размера кристаллического зерна в процессе совершенствования текстуры, оценил природу текстурированной поверхности при электролизе, определил роль аллотропных переходов.
Положил начало научным направлениям по воздействию ультразвука на электродные процессы, по разработке теории строения двойного электрического слоя, электрохимии неводных растворов полимерных электролитов, по применению радиоактивных индикаторов для анализа состава сплавов.

## Основные работы
- Текстура электроосажденных металлов. М. 1960,
- Краткий курс физической химии. М. 1968 (с соавт.),
- Electrodeposition of metals in ultrasonic fields. N.Y., 1966 (с соавт.)

## Награды
- орден Ленина,
- орден Красной Звезды[2]
- медали.